# Lisbeth Zwerger
Lisbeth Zwerger (Wenen, 26 mei 1954) is een Oostenrijkse illustrator van prentenboeken; zij heeft met name veel sprookjesboeken geïllustreerd. Haar eerste prentenboek verscheen in 1977. Sindsdien verwierf zij overal ter wereld prijzen en bekroningen. Meerdere malen viel ze in de prijzen op de Internationale Biennale voor Illustraties in Bratislava, de kinderboekenbeurs in Bologna en behaalde een eerste prijs op The 10 Best Illustrated Books van de New York Times.
In 1990 ontving zij de Hans Christian Andersenprijs voor illustratoren. In 2000 won zij een Zilveren Penseel voor haar tekeningen in Alice in Wonderland, het bekende verhaal van Lewis Carroll.